# Yir-yoront
Yir-yoront är ett utdött språk i Kap Yorkhalvön, Australien. Det var Yir-yorontfolkets traditionella språk, trots att de flesta idag talar engelska.